# 朱雀

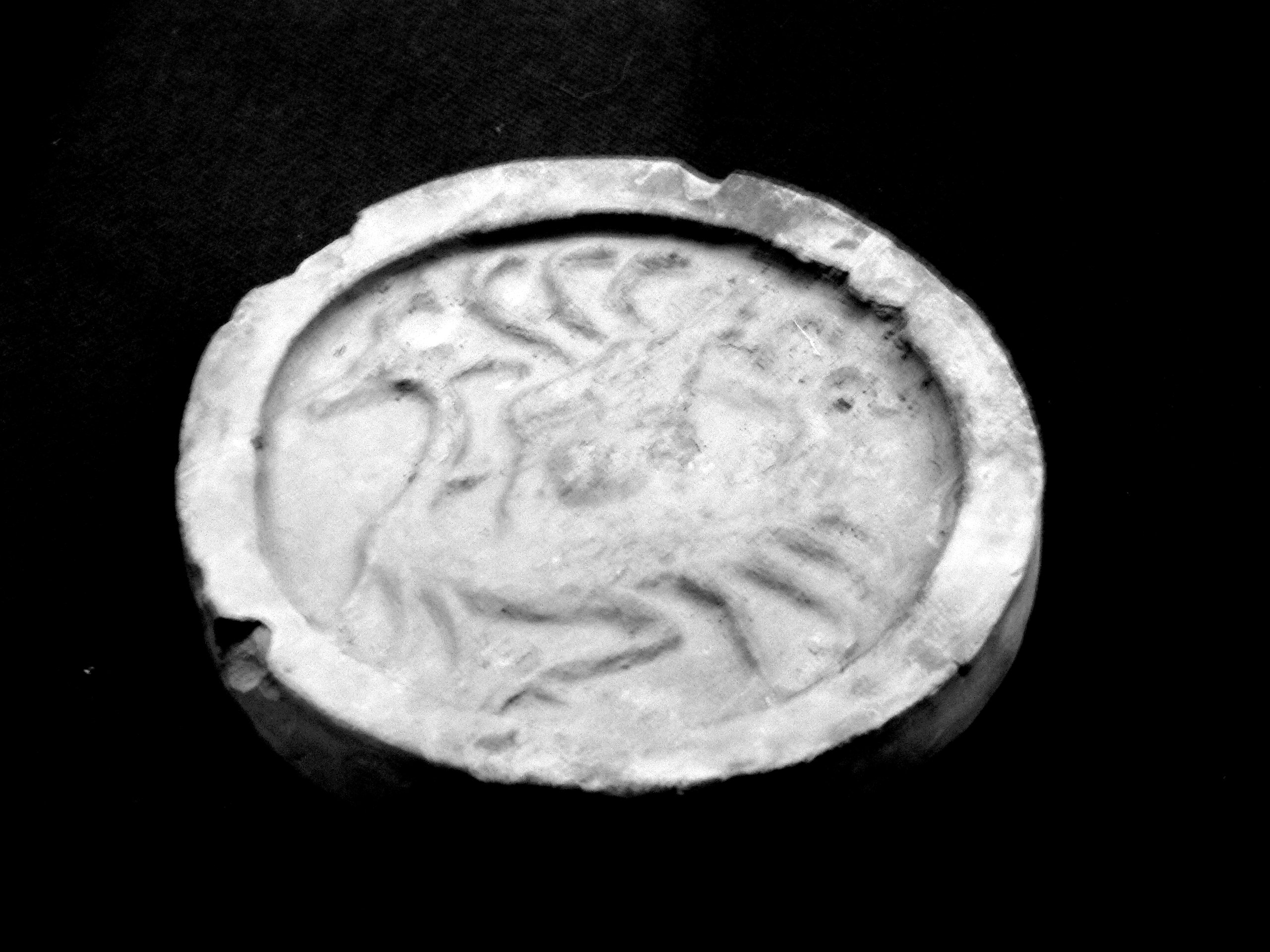
瓦当上的朱雀图案

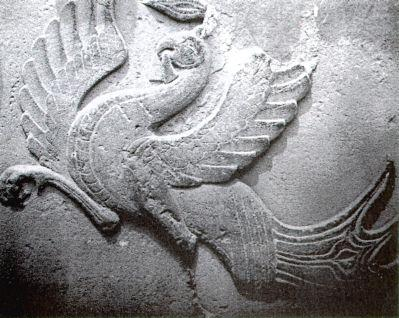
朱雀

朱雀，別稱朱鳥，在中国传统文化中是四象之一、天之四灵之一，起源时间应不晚于春秋，天之四灵之一。它是二十八宿中南方七宿的显化，其身覆火焰，终日不熄。它是代表南方的神兽，代表的颜色是红色，在四象为太阳，于五行屬火，于八卦为离，代表的季节是夏季，配属炎帝。
先秦墓葬文化中接引死者灵魂上升天界的神明，后世道教中录入长生之籍的神官，道教将其称为“陵光”，在不同的道经中有“帝君”、“圣将”、“神将”和“捕鬼将”等称呼。
在二十八宿中，南方七宿即（井、鬼、柳、星、張、翼、軫）的總稱。
很多人把朱雀叫做「火鳳凰」，但其实鳳凰「状如锦鸡，五彩羽毛」，不同於朱雀。朱雀是天上四靈之一，鳳凰是地上神鳥也是百鳥之首。此外，金烏是三隻腳的鳥，與太陽有關。